# Катеринівське гірничопромислове товариство

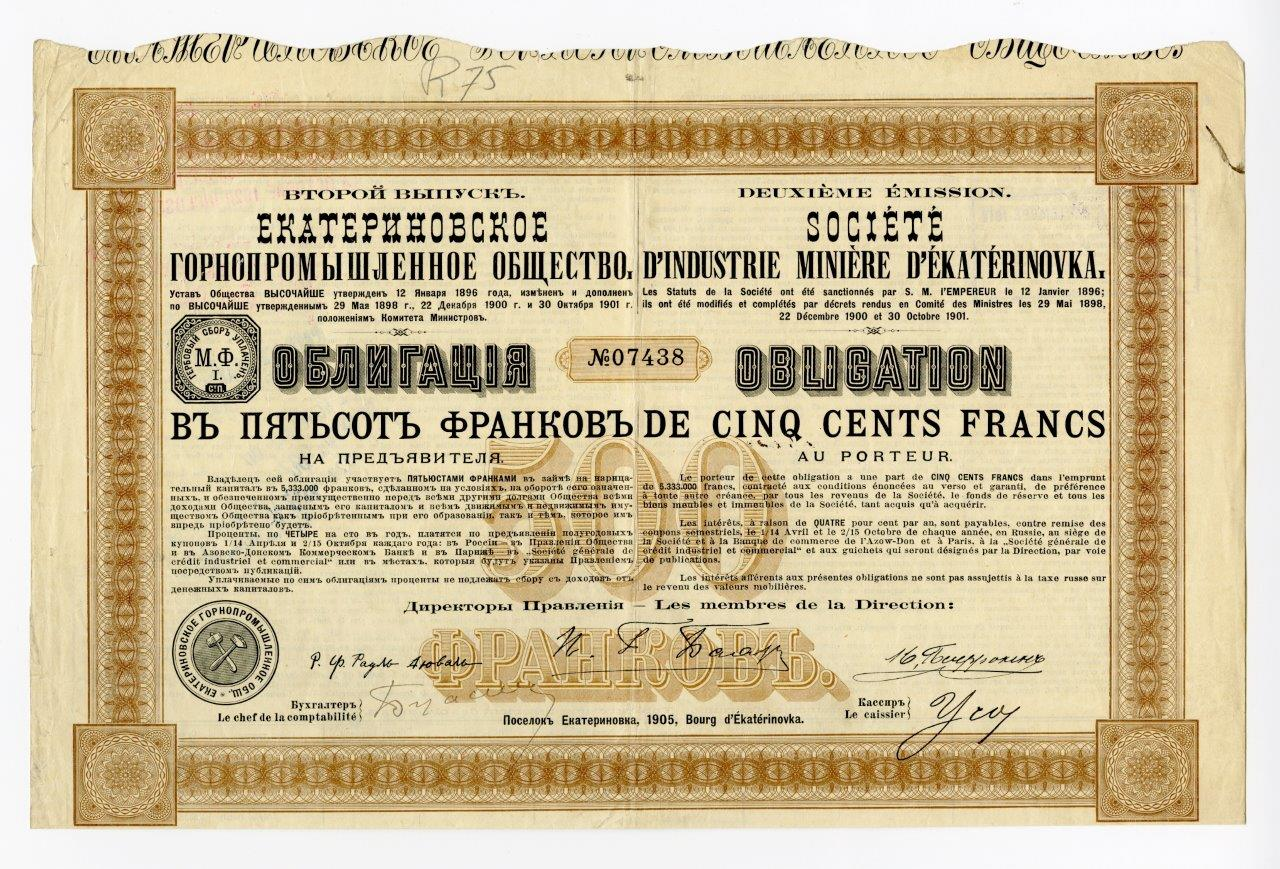
Облігація в п'ятсот франків на пред'явника прибутковістю 4% річних Катеринівського гірничопромислового товариства. Селище Катеринівка, 1905 року

Катеринівське гірничопромислове товариство було засноване російським графом польського походження Костянтином Браницьким разом із французькими громадянами А. Бурозом і Р. Дювалем в 1896 році статус (Височайше затверджений указом 12 січня 1896 року, змінено і доповнено 29 травня 1898 року, 22 грудня 1900 року, 30 жовтня 1901 року) у селищі Катеринівка Катеринославської губернії. Основний капітал компанії був сформований з 30 000 акцій по 500 франків (187,5 рублів) та 42 790 облігацій по 500 франків. Окрім шахт на станції Кринична: Шмідт №1, Шмідт №2, Шмідт №3, Капітальна, Захід і Марків, Катеринівського та Григорівського рудника (територія сучасного міста Донецька), товариство володіло Риківським рудником (у двох верстах на захід від станції Мушкетове), який був придбаний у 1904 році та належав бельгійцям Акціонерного товариства Риківських кам'яновугільних копалень.

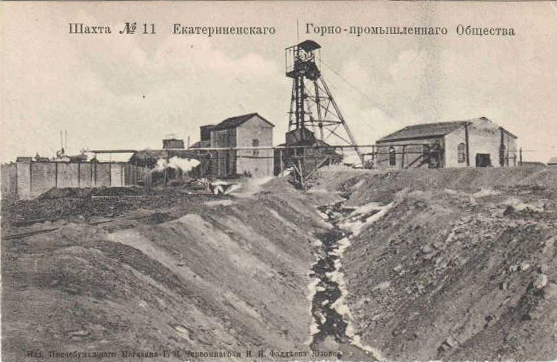
Шахта №11. Між 1904 та 1909 років

Дмитро Левицький український радянський вчений, гірничий інженер, завідувач першої в Україні Центральної рятувальної станції з 1904 працював на Донбасі, де працював у тому числі на Риківському руднику на посаді завідувача гірничих робіт, а потім і всього рудника.
У 1910 році на підприємствах Катеринівського гірничопромислового товариства було зареєстровано робітників – 3382 особи, службовців – 81 особа, інженерів – 4, лікарів – 2, штейгерів (завідувачів рудничних робіт) – 7. Добувна здатність рудників становила 25 млн пудів.
Катеринівське гірничопромислове товариство цікавило, перш за все, прибуток за будь-яку ціну. Що й стало причиною грандіозної катастрофи (вибуху метану) на шахті № 4 біс 18 червня 1908 року. За результатами трагедії Катеринівське товариство було змушене провести реконструкцію вентиляції шахтного поля, відкрити гірничорятувальну станцію та запланувало будівництво ще двох шахт. У 1914 році, далі на схід по осі нинішнього проспекту Загиблих комунарів міста Донецька, відкривається шахта № 7-8, а трохи пізніше, в безпосередній близькості від шахти № 4-4біс, запрацювала з 1915 року шахта № 5-6. Між двома новими шахтами керівництво рудників збудувало робоче селище, відоме тепер у народі як Шанхай.
Детальне облаштування рудників Катеринівського товариства при станції Кринична описано у довіднику «По Катерининській залізниці. Випуск другий». 1913 року.
|  | Пласти з крутим падінням розробляються за допомогою шахт: Капітальна (130 саж.), Захід (40 саж.), Марків (40 саж., Вентиляційна). Розробка пластів стельові, із закладкою виробленого простору бутом. Добувна спроможність шахти Капітальна – до 100.000 пудів. Вугілля належить до розряду коксових, напівжирних. Від шахти «Капітальна» до станції Кринична влаштований під'їзний шлях. Також шахта з'єднується рейковим шляхом з коксівними печами та групою шахт Шмідт. |

 За СРСР шахта Капітальна вступила в трест «Радянськвугілля». Наразі шахта закрита, під'їзні шляхи розібрані, працює лише водовідлив.